# منى فندي
 مازنه إسماعيل والمعروفة باسم منى فندي (2 نوفمبر 2001 1 يناير 1956) هي مغنية بوب، وقاتلة من ماليزيا، أُعدمت في 2 نوفمبر 2001 في سن ال 45، بعد إدانتها بقتل شخصية سياسية، مازلان إدريس، في عام 1993.

## نبذة
بعد تركها عالم الموسيقى أصبحت تشارك في أنشطة السحر الروحية والتي كانت معروفة أن تكون كاهنة محليه. بدأت منى تقديم خدماتها للعملاء وكان معظمهم من الطبقة العليا من المجتمع. وادعت أيضا أنها تقدم للعملاء السياسيين في الحزب الحاكم مجموعة متنوعة من السحر والطلاسم.
وذُكر أن عضو الجمعية العامة للدولة باتو تالام في ولاية فهغ مازالان ادريس أراد تعزيز مسيرته السياسية وطلب من منى المساعدة. مازالان تلقى تعليمه في الولايات المتحدة وكان سياسيا طموحا من الحزب الحاكم للمنظمة الوطنية الماليزية المتحدة (UMNO). وفي ذلك الوقت عملت منى مع زوجها محمد نور أفندي عبد الرحمن (44 عاما) ومساعده الخاص حسن. ساعدوا منى وزوجها مازلان بإعطائه تعويذة تتألف من قصب وقبعة كانت مملوكة من قبل الرئيس الاندونيسي السابق سوكارنو. اقنعت منى مازلان بأنه سيكون «لا يقهر» إذا استخدم هذه التعويذة. وفي المقابل طلبت منى 2.5 مليون. دفع مازلان 500,000 كتأمين، وأعطاهم ملكية 10 أراضي كضمان لتصبح 2000000.
حدد الموعد لتطهير الطقوس التي يتعين القيام بها في منزل وقالت منى لمزالان ان يستلقي على الأرض ووضعت الزهور عليه. ثم اخبرت مازلان ان يغلق عينيه ثم باستخدام الفأس. قام المساعد حسن بقطع رأس الرئيس مازلان وقاموا أيضا بتقطيع جسده وقد عثر على جثته مقطعه إلى 18 جزء مدفونه في مخزن بالقرب من منزل منى في فهغ.
تم التبليغ ان مازلان في عداد المفقودين في 2 يوليو عام 1993، بعد قتله تم سحب RM 300 من أحد البنوك وأفادت التقارير ان هناك فاتورة أثبتت ان منى اشترت مرسيدس بنز، وعملت عمليات تجميل وتم الزعم أن عملية القتل حدثت بين الحادية عشر والثانية عشر في منتصف الليل يوم 18 يوليو عام 1993. وفي 22 يوليو من عام1993 وعثرت الشرطة على جثة مازلان وألقي القبض على منى وزوجها ومساعدهم وبدأت المحاكمة وحصلت على تغطية إعلامية مكثفة. وجرت محاكمتهم في المحكمة العليا تيميرلوه من قبل سبعة أشخاص من هيئة المحلفين ألغيت المحاكمة أمام هيئة المحلفين من 1 يناير عام 1995. وجدت المحكمة العليا أن جميع الثلاثة مذنبون وحكمت عليهم بالإعدام شنقا. ناشدت منى والذين معها لاعفائهم من الإعدام إلى المحكمة الاتحادية في عام 1999 لكن رفضت المحكمة الاستئناف وأيدت حكم الإعدام. وأخيرا، سعى المدانين الثلاثة للحصول على العفو أو الرأفة على آخر فرصه من مجلس العفو فهغ. ومع ذلك رفض المجلس منح الرأفة. أعطيت ثلاثة وجبات أخيرة من كنتاكي في الليلة ماقبل تنفيذ الإعدام. اعدموا منى وزوجها ومساعدهم أخيرا في 2 نوفمبر عام 2001 في سجن كاجانج. وقال مسؤول السجن أن ثلاثتهم قالوا بأنهم ندموا قبل تنفيذ الإعدام قبيل الفجر.
لوحظ طوال المحاكمة على منى سلوك غريب فكانت تظهر البهجة وتبتسم باستمرار للمصورين الصحفيين. كانت ملابسها بألوان مشرقه وتصاميم باهظة السعر وكانت تقول «يبدو أن لدي الكثير من المشجعين».وقيل أيضا أنه خلال إعدامها كانت تكرر هذه العبارة «أكو تيكن ماتي» ومعناها «أنا لن أموت أبدا» وكانت هادئة ومبتسمة.وقيل أيضا أنه خلال إعدامها كانت هادئة ومبتسمة وتكرر هذه العبارة «أكو تيكن ماتي» ومعناها «أنا لن أموت أبدا». فهي آخر امرأة تم اعدامها في ماليزيا كانت تان بي لي في عام 1994 لجريمة تجارة المخدرات.
اكتسبت منى فندي المزيد من الشهرة أكثر مما كانت عليه عندما كانت مغنية بوب. فكانت هناك تغطية لوسائل الإعلام المحلية وحتى على مستوى العالم. وفي عام 2002 قدم المخرج الماليزي أمير محمد فيلم قصير بعنوان منى في سلسلة أعماله القصيرة. وتم نشر فيلم من إخراج داين اسكندر سعيد بعنوان دوكون سنة 2006 واشتهر على نطاق واسع وقصته تستند إلى منى فندي لكن لم يتم نشر هذا الفيلم المرتقب اعتبارا من ديسمبر 2011، وعلى الأرجح لن يتم الإفراج عنه بسبب مخاوف تتعلق بمحتوى الفيلم، وعلاقته بمنى فندي والآثار المترتبة على عائلتها.
لقد كانت قضية منى فندي واحدة من تجارب هيئة المحلفين الأخيرة التي أجريت في ماليزيا. ولطبيعه القضية المثيره ساهمت في قرار وقف الحكومة لنظام هيئة المحلفين. فألغيت جميع المحاكمات أمام هيئة المحلفين في 1 يناير عام 1995.